# Puerto Rico
Der Freistaat Puerto Rico (spanisch Estado Libre Asociado de Puerto Rico [esˈtɑðo ˈliβɾe ɑsoˈsjɑðo ðe ˈpweɾto ˈriko], englisch Commonwealth of Puerto Rico, früher deutsch auch Portoriko), kurz Puerto Rico genannt, ist das größte und einwohnerreichste Außengebiet der Vereinigten Staaten. Es umfasst auch die Spanischen Jungferninseln.
Puerto Rico bedeutet „reicher Hafen“. Die Einwohner Puerto Ricos werden im Deutschen Puerto-Ricaner, im lateinamerikanischen Spanisch und auch auf der Insel selbst Boricua genannt. Der ursprüngliche Name der Insel Puerto Rico lautet auf Arawakisch Borikén, die Puerto-Ricaner nennen ihre Insel in Anlehnung daran häufig Borinquén. Für 95 % der Bevölkerung ist Spanisch die Muttersprache.

## Geografie und Umwelt

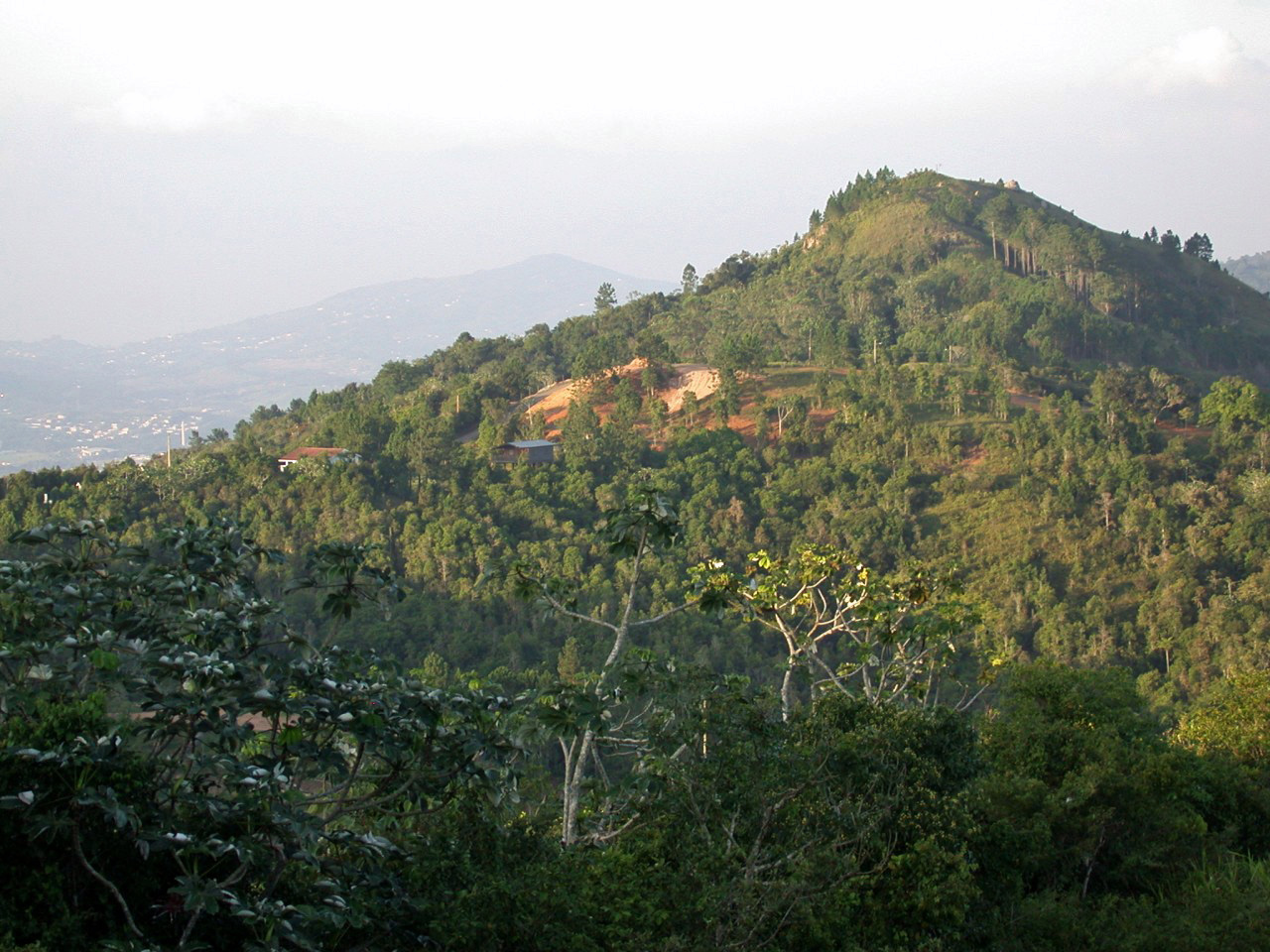
Berglandschaft auf Puerto Rico

### Lage
Der Inselstaat liegt in der Karibik und besteht aus der Insel Puerto Rico und den kleineren Nebeninseln Vieques, Culebra, Culebrita, Desecheo, Palomino, Mona, Caja de Muertos und Monito. Puerto Rico ist flächenmäßig etwas kleiner als das österreichische Bundesland Kärnten.
Puerto Rico ist die östlichste und kleinste der vier Hauptinseln der Großen Antillen. Ungefähr 150 km im Westen liegt die Insel Hispaniola mit der Dominikanischen Republik und Haiti, östlich liegen die Jungferninseln; die Spanischen Jungferninseln bilden zwei Kommunen Puerto Ricos, und 800 km südlich, jenseits der Karibik, befindet sich Südamerika.
Der umgebende Ozean ist sehr tief: Im Norden der Inseln gibt es das ca. 8.400 Meter tiefe Milwaukeetief im Puerto-Rico-Graben im Atlantik, im Süden das 5649 m tiefe Venezolanische Becken der Karibik.
Die gleichnamige Hauptinsel ist in weiten Teilen gebirgig (60 % der Oberfläche), und es gibt Gebiete mit Regenwäldern und Wüsten.
Der höchste Berg ist Cerro La Punta (1338 m), der längste Fluss der Río de la Plata (97 km).

### Klima
Die Insel hat tropisches Klima mit Durchschnittstemperaturen von etwa 28 °C. Die Nordküste und das Hochland sind regenreicher als der Süden.
Im 20. Jahrhundert ist in Puerto Rico die Temperatur im Mittel um 2 °C angestiegen. Spürbar ist der Klimawandel durch einen starken Anstieg der Häufigkeit extremer Hitzewellen, mit Auswirkungen auf die Tier- und Pflanzenwelt.
Aufgrund des warmen Meerwassers ist die Insel für Hurrikane anfällig. Die Hurrikankatastrophe von 2017 kostete tausende Menschen das Leben, 2022 richtete der Hurrikan „Fiona“ schwere Schäden an.

### Fauna
Die Fauna Puerto Ricos ist – ähnlich wie die Fauna anderer Inselarchipele – reich an endemischen Arten, aber gering in der Alpha-Diversität. Fledermäuse sind die einzigen noch lebenden einheimischen Landsäugetiere Puerto Ricos. Alle anderen Landsäugetiere wie Katzen, kleine Mungos, Ziegen und Schafe wurden von den Menschen eingeführt. Im Meer leben zudem noch Delphine, Rundschwanzseekühe und Wale. Von den 349 Vogelarten brüten um die 120 auf dem Archipel, und 47,5 % sind Irrgäste oder seltene Arten. Das vielleicht bemerkenswerteste und berühmteste Tier Puerto Ricos ist der Höhlen-Pfeiffrosch (Eleutherodactylus coqui) oder Coquí, ein kleiner, endemischer Frosch, der eine der 85 Arten der puerto-ricanischen Herpetofauna bildet. In den Süßgewässern gibt es keine einheimischen Fische, aber einige vom Menschen eingeschleppte Arten. Der größte Teil der Fauna besteht aus Wirbellosen.
Die Ankunft der ersten Menschen vor 4000 Jahren und in noch größerem Maße die der Europäer vor 500 Jahren hatten einen starken Einfluss auf die puerto-ricanische Fauna. Jagd, Habitatzerstörung und das Einführen nicht heimischer führten zur Dezimierung oder sogar zum Aussterben heimischer Arten. Naturschutz- und Arterhaltungsbestrebungen, besonders die für die endemische Puerto-Rico-Amazone, begannen in der zweiten Hälfte des 20. Jahrhunderts. Im Jahr 2002 gab es 21 gefährdete Arten, darunter zwei Säugetiere, acht brütende Vögel, acht Reptilien sowie drei Amphibien.

## Bevölkerung
| Jahr | Einwohnerzahl |
| ---- | ------------- |
| 1950 | 2.218.000     |
| 1960 | 2.355.000     |
| 1970 | 2.710.000     |
| 1980 | 3.188.000     |
| 1990 | 3.518.000     |
| 2000 | 3.797.000     |
| 2010 | 3.717.000     |
| 2023 | 3.205.691     |

Die dreieinhalb Millionen Einwohner Puerto Ricos sind auf 78 Gemeinden verteilt. Sie sind überwiegend Nachfahren von Spaniern, die sich in der frühen Kolonialzeit mit den indigenen Taíno und afrikanischen Sklaven vermischten. Genetische Untersuchungen ergaben 65 % europäisches, 20 % schwarzafrikanisches und 12 % indianisches Erbgut. Laut dem US-Zensus von 2011 identifizierten sich 75,4 % der Bevölkerung als Weiße, 12,4 % als Schwarze, 8,5 % als Sonstige und 3,3 % als gemischt. Die Grenzen der ethnischen Eigenidentifikation sind auf Puerto Rico deutlich lockerer als z. B. auf dem US-Festland, da ein Großteil der Bevölkerung gemischter Abstammung ist. 99 % der Bevölkerung sprechen Spanisch.
Mehr als 70 % der Puerto-Ricaner sind römisch-katholischen Glaubens (praktiziert von etwa 55 %), 25 % sind protestantisch.
Von 2005 bis 2018 nahm die Einwohnerzahl der Insel ab. Von 2010 bis 2016 ist die Bevölkerung – wohl wegen der schlechten wirtschaftlichen Situation – um 7 % geschrumpft. Vor allem junge Menschen haben die Insel verlassen und sich im Kernland der Vereinigten Staaten niedergelassen. Insgesamt sind 1.744.000 in Puerto Rico geborene US-Amerikaner in das Kernland der Vereinigten Staaten übergesiedelt, womit Puerto Rico eine der höchsten Emigrationsraten der Welt hat. Immigranten in Puerto Rico selbst kommen oft aus ärmeren karibischen Staaten und werden vom höheren Lebensstandard angelockt. Erst 2019 gab es wieder einen kleinen Anstieg der Bevölkerungszahl.

## Geschichte

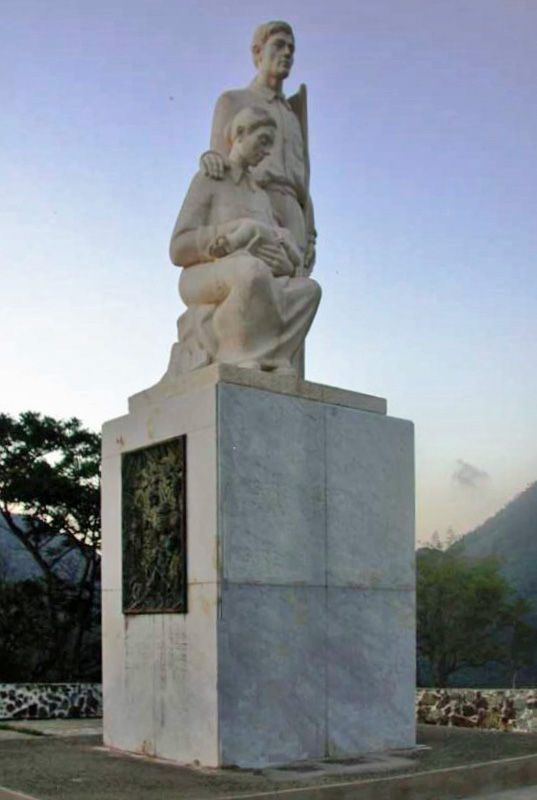
Nationaldenkmal für el jibaro, den einfachen Bauern

Die Geschichte Puerto Ricos begann mit der Besiedlung des Archipels durch die Ortoiroiden zwischen 3000 und 2000 v. Chr. Andere Volksstämme wie die Igneri und die Arawak besiedelten die Insel zwischen 120 und 1000 n. Chr. Zur Zeit von Christoph Kolumbus’ Ankunft in der Neuen Welt waren die zu den Arawak gehörenden Taíno die dominante einheimische Kultur. Sie starb in der zweiten Hälfte des 16. Jahrhunderts durch die Ausbeutung, den Krieg und die Krankheiten, die die Spanier eingeschleppt hatten, aus.
Dank seiner Lage im Nordosten der Karibik war Puerto Rico in den frühen Jahren der Entdeckungsreisen, Eroberungen und Kolonisation der Neuen Welt eine Schlüsselstelle für das spanische Imperium. Die kleinste Hauptinsel der Großen Antillen war ein bedeutender Militärstützpunkt bei vielen Kriegen zwischen Spanien und anderen europäischen Mächten um die Herrschaft in der Region während des 16., 17. und 18. Jahrhunderts. Die Insel war ein Zwischenstopp auf dem Weg von Europa nach Kuba, Mexiko, Mittelamerika und zu den nördlichen Territorien Südamerikas. Während des 19. Jahrhunderts und bis zum Ende des Spanisch-Amerikanischen Krieges waren Puerto Rico und Kuba die letzten beiden spanischen Kolonien in der Neuen Welt und dienten als letzte Außenposten bei den spanischen Strategien zur Rückeroberung des amerikanischen Kontinents.
Territorium der Vereinigten Staaten (1898–heute)
1898 besetzten die USA Puerto Rico im Zuge des Spanisch-Amerikanischen Krieges und annektierten die Insel. Die erste Hälfte des 20. Jahrhunderts war geprägt von Kämpfen um mehr demokratische Rechte von den Vereinigten Staaten. Der Foraker Act von 1900 etablierte eine zivile Regierung und freien Handel zwischen der Insel und den Vereinigten Staaten. Durch den Jones-Shafroth Act von 1917 wurde Puerto Rico ein organisiertes, aber nicht inkorporiertes Territorium der Vereinigten Staaten, und alle Puerto-Ricaner erhielten die Staatsbürgerschaft der USA.
Am 16. April 1929 wurde ein Gesetz verabschiedet, das allen Frauen, die lesen und schreiben konnten, das Wahlrecht verschaffte und 1932 in Kraft treten sollte. Damit war zwar ein eingeschränktes Frauenwahlrecht erreicht, faktisch waren aber die meisten Puerto-Ricanerinnen von der Wahl ausgeschlossen. 1935 wurde ein Gesetz beschlossen, das das allgemeine Wahlrecht garantierte. Das allgemeine Wahlrecht für Männer war bereits im Jones-Shafroth Act 1917 anerkannt worden.
Der Foraker Act und der Jones-Shafroth Act ebneten zwar den Weg zur Verfassung Puerto Ricos und den ersten demokratischen Wahlen im Jahr 1952, doch der politische Status Puerto Ricos bleibt auch mehr als 500 Jahre nach der ersten Besiedlung durch die Europäer umstritten.

## Politik

### Selbstverwaltung

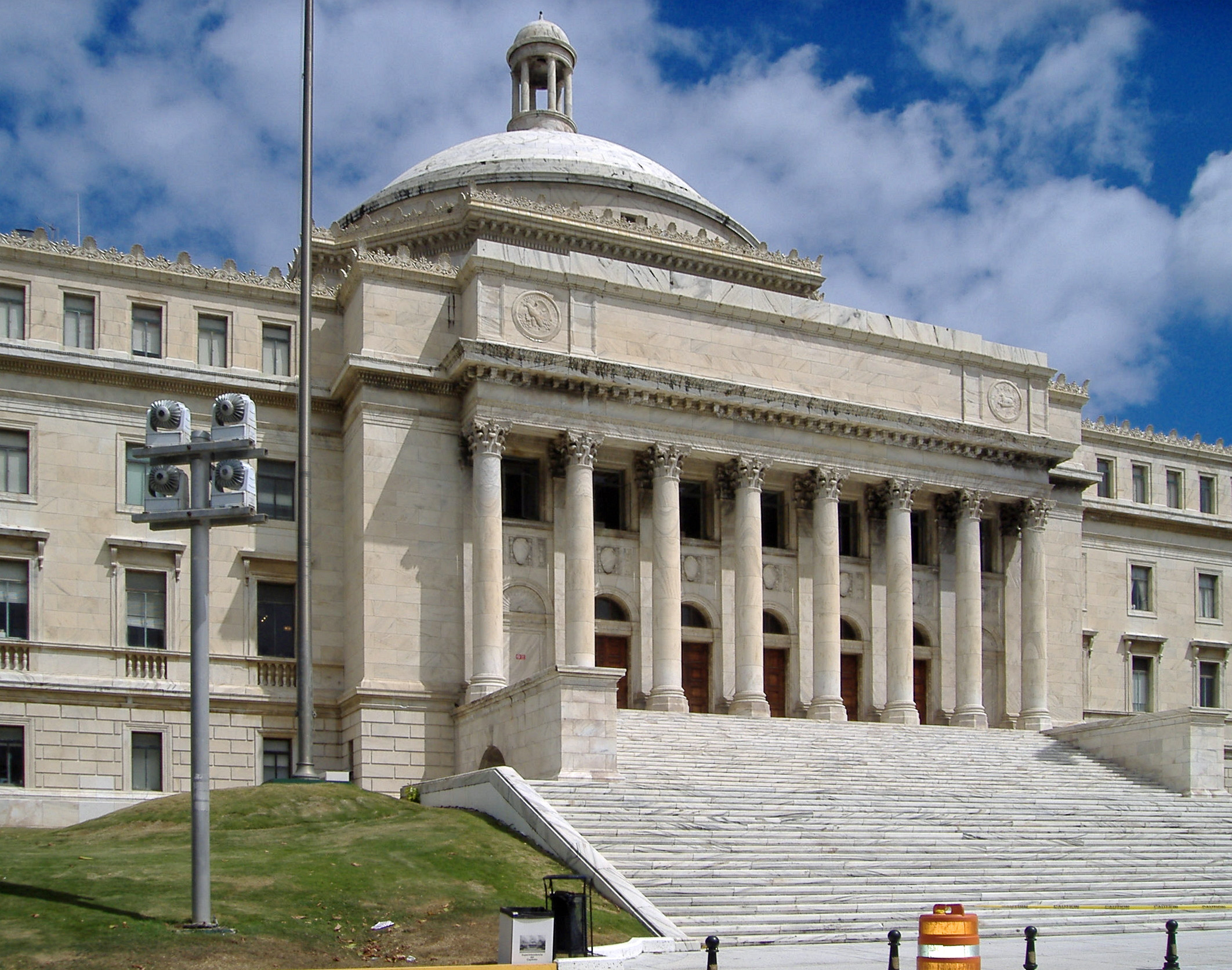
Das Capitol in San Juan, Sitz von Repräsentantenhaus und Senat

Hauptstadt und zugleich größte Stadt Puerto Ricos ist San Juan. Hier haben die lokale Administration und die Regierung Puerto Ricos ihren Sitz. Zur Selbstverwaltung gibt es ähnlich den US-amerikanischen Bundesstaaten ein Parlament mit zwei Kammern: das Repräsentantenhaus mit 54 Mitgliedern und den Senat mit 28 Mitgliedern. Oberhaupt der Regierung ist der Gouverneur von Puerto Rico. Dieser wird alle vier Jahre direkt gewählt. Daneben fungiert der Secretary of State als stellvertretender Gouverneur.
Puerto Rico unterhält eine eigene Polizei und verfügt über eigene Streitkräfte in Form von National- und Staatsgarde, deren Oberbefehl beim Gouverneur liegt.

### Parteien
Die Parteienlandschaft weicht von der auf dem US-amerikanischen Festland ab und orientiert sich an der Position in Bezug auf den Status von Puerto Rico. Die wichtigsten politischen Parteien sind:
- Partido Independentista Puertorriqueño (PIP), tritt für die Unabhängigkeit Puerto Ricos ein.
- Partido Nuevo Progresista (PNP), tritt dafür ein, vollwertiger Staat der Vereinigten Staaten zu werden;
- Partido Popular Democrático (PPD), tritt dafür ein, den Assoziiertenstatus beizubehalten;

Die Demokratische Partei und die Republikanische Partei sind in Puerto Rico ebenfalls mit eigenen Verbänden vertreten. Bei Wahlen, beispielsweise jener zum Kongressdelegierten, gehen die Kandidaten der großen puerto-ricanischen Parteien allerdings wechselnde Koalitionen mit den Bundesparteien ein. So ist der frühere Delegierte Pedro Pierluisi ebenso Mitglied der PNP wie sein Vorgänger, der ehemalige Gouverneur Luis Fortuño, ist aber im Gegensatz zu diesem mit den Demokraten assoziiert. Fortuño gehörte im Kongress der republikanischen Fraktion an. Fortuños Nachfolger als Gouverneur wiederum, der im Januar 2013 in sein Amt eingeführte Alejandro García Padilla ist auf Bundesebene Demokrat, in Puerto Rico aber Mitglied der PPD.

### Status innerhalb der Vereinigten Staaten

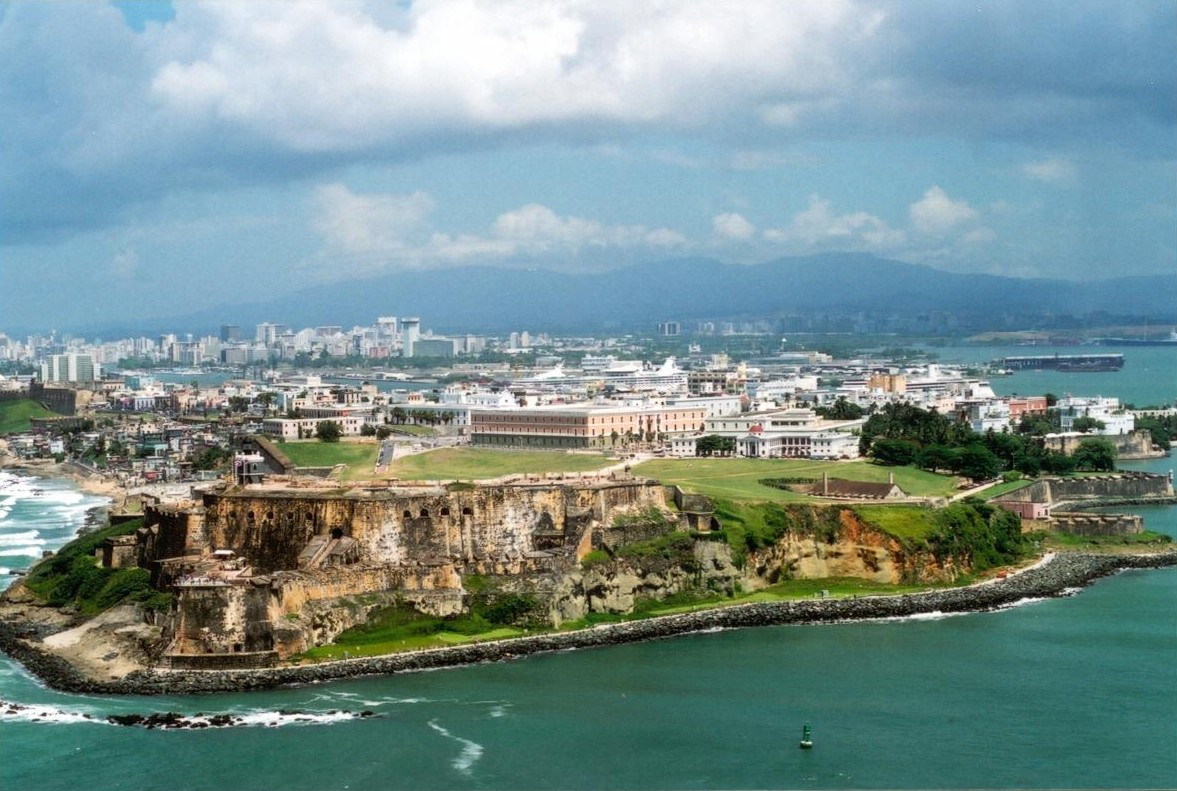
Blick auf die Festung und Altstadt von San Juan, UNESCO-Welterbe seit 1983

Puerto Rico ist ein nicht inkorporiertes Gebiet der Vereinigten Staaten (USA). Dies bedeutet, dass es weder einen eigenen US-Bundesstaat darstellt noch einem anderen zugehörig ist. Daher haben Puerto-Ricaner nicht sämtliche in der Verfassung festgeschriebenen Rechte, sondern lediglich die Grundrechte. Als Teil der USA hat Puerto Rico keine eigene Außenpolitik. Währung ist der US-Dollar. Seit 1917 besitzen alle Puerto-Ricaner als Konsequenz des Jones-Shafroth-Erlasses per se die US-Staatsbürgerschaft. Bei den US-Präsidentenwahlen sind die Bürger ohne eigenes Stimmrecht, sofern sie nicht ihren Wohnsitz in einem der 50 Bundesstaaten haben. Die US-Parteien beteiligen Puerto Rico jedoch bei den parteiinternen Vorwahlen zur Präsidentschaftswahl. Im Repräsentantenhaus des Kongresses ist Puerto Rico mit einem Delegierten ohne Stimmrecht vertreten; derzeit ist dies Pablo Hernández Rivera.
Welche Rechte Puerto-Ricaner über die Grundrechte hinaus haben, war zum Teil Gegenstand von Verhandlungen des Obersten Gerichtshofs der Vereinigten Staaten. Hingegen sind Puerto-Ricaner dazu verpflichtet, im Wesentlichen alle US-Bundessteuern zu zahlen. So trug Puerto Rico 2009 3,742 Milliarden US-Dollar zum US-Haushalt bei. Grundlegende Ausnahme bezüglich der Steuerpflicht der Puerto-Ricaner hinsichtlich der US-Bundessteuern stellt die Einkommensteuer dar. Hierfür sowie für andere Bereiche kann die Lokalregierung eigene Steuergesetze erlassen. Die Einwohner Puerto Ricos zahlen ebenso in die sozialen Sicherungssysteme der Vereinigten Staaten ein und sind dementsprechend bei der Altersvorsorge bezugsberechtigt. Auch waren Puerto-Ricaner in Zeiten, in denen eine Wehrpflicht bestand, stets zum Dienst im US-Militär verpflichtet. Auf Fort Allen ist das US-Überhorizontradar für die Überwachung Südamerikas untergebracht. Viele wichtige US-Bundesbehörden wie etwa das FBI unterhalten Niederlassungen in Puerto Rico. 1992 hat der damalige US-Präsident George Bush ein Schreiben an die Leiter der Bundesbehörden gerichtet, in dem es um die Beziehung zu Puerto Rico ging. Hier wies der Präsident an, Puerto Rico so zu behandeln, als sei es ein Bundesstaat, sofern dies nicht zu Konflikten bei laufenden Programmen führe.

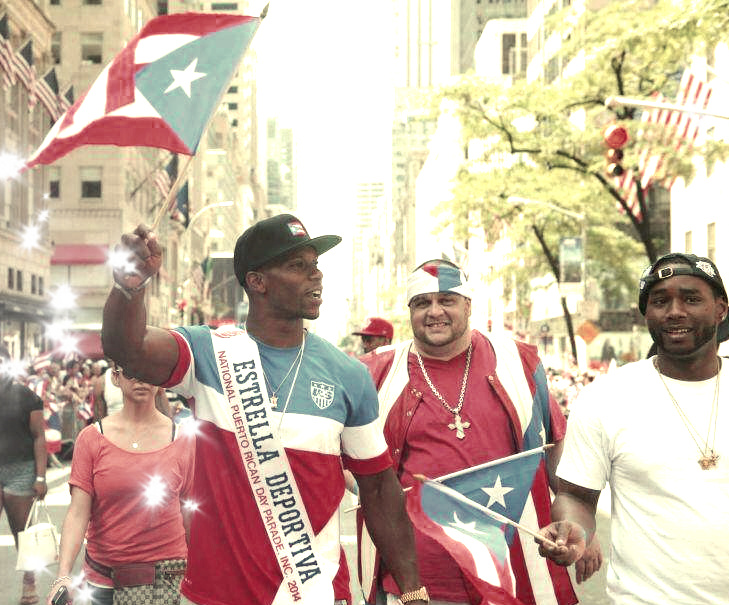
In Manhattan findet jährlich am zweiten Sonntag im Juni die Puerto Rican Day Parade statt

Am 6. November 2012 wurde ein Referendum über den Status Puerto Ricos durchgeführt, in dem die Einwohner Puerto Ricos zunächst darüber abstimmen konnten, ob sie ihren aktuellen Status beibehalten oder einen anderen Status haben möchten. Zusätzlich wurde in einem zweiten Schritt darüber abgestimmt, ob Puerto Rico vollwertiger US-Bundesstaat, gänzlich unabhängiger Staat oder frei assoziierter Staat (anders als beim gegenwärtigen Status wären Puerto-Ricaner dann bspw. keine US-Bürger mehr) werden solle. Die Einwohner stimmten mit 54,00 % der gültigen Stimmen gegen den Status quo, 61,14 % sprachen sich für das Ziel eines vollwertigen US-Bundesstaats aus. Als Folge des Referendums richtete die puerto-ricanische Lokalregierung am 11. Dezember 2012 ein Gesuch an die zuständigen US-Instanzen, Puerto Rico zum 51. Bundesstaat zu ernennen.
Am 11. Juni 2017 fand ein erneutes Referendum statt. Bei einer Wahlbeteiligung von 23 % stimmten 97,2 % der Teilnehmer für die Umwandlung in einen US-Bundesstaat, 1,3 % für die Beibehaltung des Status quo und 1,5 % für eine Unabhängigkeit von den USA. Die Opposition hatte zum Boykott der Abstimmung aufgerufen.
Am 3. November 2020 wurde erneut ein Referendum abgehalten, dabei stimmten 52 % der abgegebenen Stimmen für die Umwandlung in einen US-Bundesstaat.
Im Mai 2022 kamen Mitglieder des Kongresses zusammen, die konkurrierende Gesetzentwürfe zur Lösung des territorialen Status von Puerto Rico und seiner Beziehung zu den USA unterstützt hatten, um sich zu einigen. Die vorgeschlagene Gesetzgebung kombiniert Elemente des Vorschlags von Darren Soto und Jenniffer González mit dem Puerto Rico Self-Determination Act von Alexandria Ocasio-Cortez und Nydia Velázquez. Die zunächst für den 5. November 2023 geplante Volksabstimmung zur Klärung des politischen Status von Puerto Rico wurde am 5. November 2024 gemeinsam mit den sonstigen allgemeinen Wahlen auf der Insel durchgeführt.
Dabei stimmten 57 % für die Umwandlung in einen US-Bundesstaat, 31 % für die Unabhängigkeit und 12 % für einen frei assoziierten Staat.

### Beziehung zum Mutterland
Einige Streitpunkte haben zu Unstimmigkeiten mit dem US-Mutterland geführt. So testete die US Navy auf Vieques, einer kleinen vorgelagerten Insel, seit dem Zweiten Weltkrieg Waffen. Immer wieder hatten Bürger das Gelände besetzt. Sie kämpften, teilweise mit Unterstützung der lokalen Politiker, für ein Ende der Manöver. Munition, unter anderem Uranmunition, und Chemikalienrückstände führten unter Kindern zu erhöhten Krebsraten und zu anderen Gesundheitsbeeinträchtigungen unter der Bevölkerung. Im Jahr 2001 konnte nach jahrzehntelangem politischen Kampf eine Einigung mit der US-Regierung gefunden werden, sodass im Mai 2003 der Abzug der Navy-Truppen aus Vieques begann.

### Verwaltungsgliederung
Im Gegensatz zu den US-Bundesstaaten hat Puerto Rico keine Countys als oberste Verwaltungseinheit. Puerto Rico ist stattdessen in 78 Gemeinden (municipios) eingeteilt. Jede Gemeinde wird von einem Bürgermeister geleitet und ist in Barrios unterteilt, wobei letztere keine politische Autorität besitzen. Die einwohnerreichste Gemeinde war im Jahre 2019 San Juan mit ca. 300.000 Einwohnern.

## Wirtschaft und Infrastruktur

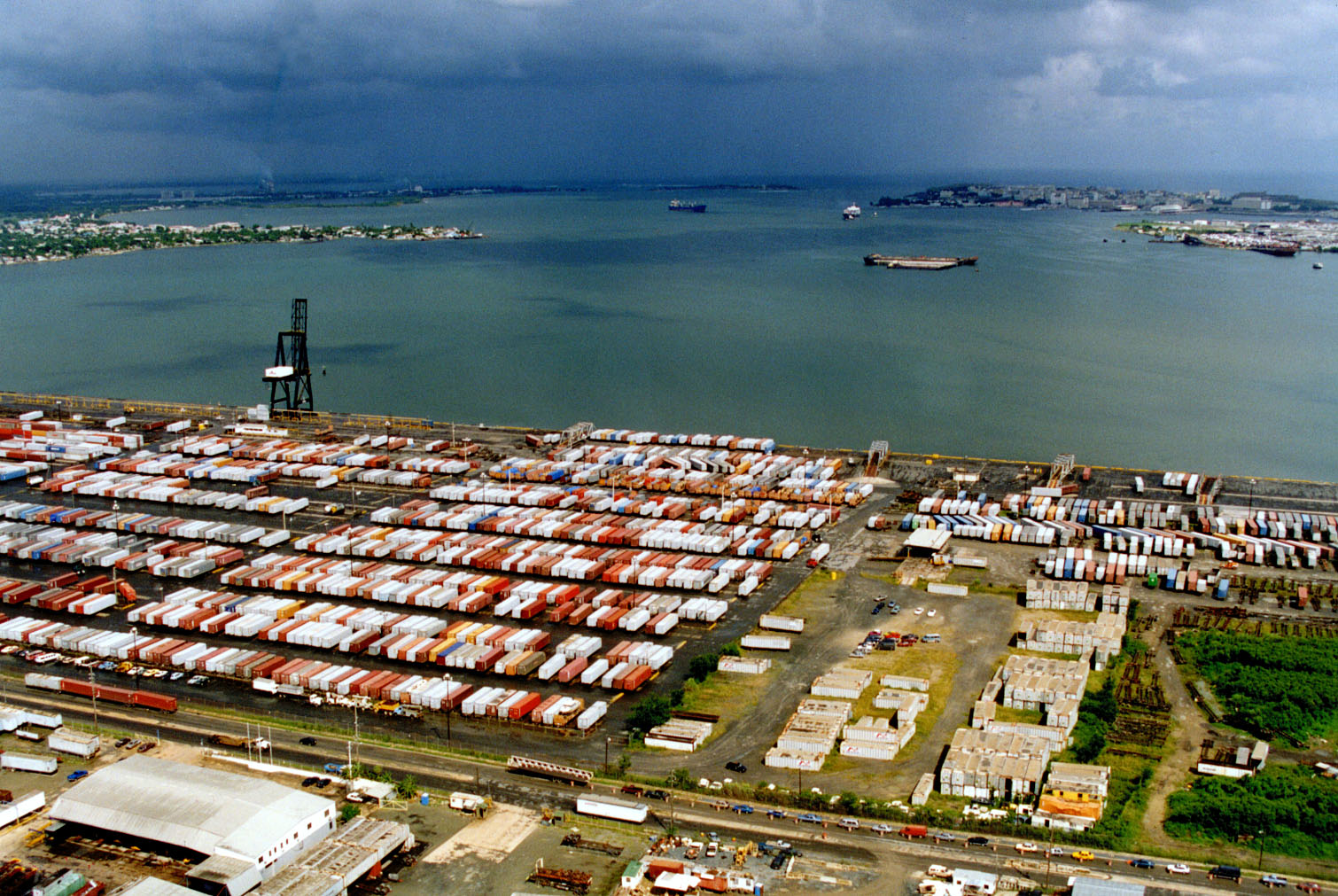
Hafen von San Juan

Puerto Rico ist nach dem Pro-Kopf Einkommen das reichste Gebiet in ganz Lateinamerika. Die Wirtschaftsleistung pro Kopf betrug 2016 kaufkraftbereinigt 37.700 US-Dollar und lag damit auf dem Level von Italien. Damit gehört Puerto Rico laut Weltbank zu den Staaten und Territorien mit einem hohen Einkommen. Mit der Finanzkrise in den Vereinigten Staaten hat sich die wirtschaftliche Lage auf der Insel jedoch rapide verschlechtert. Von 2006 bis 2016 schrumpfte das Bruttoinlandsprodukt in jedem Jahr, womit Puerto Rico eine der längsten Phasen einer rezessiven Wirtschaftsleistung in der jüngeren Weltwirtschaftsgeschichte erlebt. Im Jahr 2015 konnte Puerto Rico das erste Mal seine Schulden nicht mehr bedienen.

### Wirtschaftsstruktur
Wichtige landwirtschaftliche Produkte sind Zuckerrohr, Bananen, Kaffee, Ananas, Ingwer und Tabak; außerdem ist der Fischfang von Bedeutung. Weitere wichtige Industriezweige sind die Nahrungsmittel-, Textil-, Pharmazie- und Zementindustrie sowie der Maschinenbau.
Das Stromnetz gilt als unzuverlässig. Nachdem Hurrikan „Maria“ es 2017 schwer beschädigte, scheiterten Versuche, seinen Zustand durch eine Privatisierung zu stabilisieren. Im April 2022 fiel der Strom für über eine Million Menschen aus. Als Hurrikan „Fiona“ im September 2022 nahe an der Insel vorüberzog, brach das Netz völlig zusammen. Schon beim Herannahen dieses Sturms gab es größere Stromausfälle, was zu Demonstrationen führte.
Auf Puerto Rico wird der weltweit bekannte Rum „Bacardi“ produziert. Um die hohen Importzölle zu vermeiden, wurde auf der Insel eine Produktionsstätte errichtet, durch die die Einfuhr des Rums in die Vereinigten Staaten erleichtert und verbilligt wurde. Zuvor musste der beliebte Rum stets von den Bermuda-Inseln (Territorium des Vereinigten Königreichs) importiert werden, wobei hohe Zölle zu entrichten waren.
Der Tourismus ist ein weiterer wichtiger Industriezweig Puerto Ricos; vor allem die US-Amerikaner schätzen die karibische Insel als Urlaubsland.
Puerto Rico ist auf hohe Subventionen durch die Vereinigten Staaten angewiesen. Auch aufgrund dieser Subventionen sind die Infrastruktur und das Gesundheitssystem Puerto Ricos im lateinamerikanischen Vergleich ausgezeichnet.
Die Arbeitslosenquote liegt 2017 bei 11,5 %.

### Steuern und Staatsverschuldung
Die Insel ist auch eine wichtige Steueroase, wovon vor allem die US-Pharmaindustrie profitierte. Pfizer und andere Firmen produzieren hier einen großen Teil ihrer Waren für die USA und den Weltmarkt. Die Gewinne konnten sie jahrelang steuerfrei in die USA transferieren. Hinzu kommt, dass es in Puerto Rico so gut wie keine Gewerkschaften gibt.
Wer seinen Lebensmittelpunkt nach Puerto Rico verlegt, zahlt bis 2035 keine Kapitalertragsteuer. 2013 verhandelten etwa 40 reiche Amerikaner über den Umzug nach Puerto Rico, davon 35 Hedgefonds-Manager.
Puerto Rico hat mit 70 % eine um ein Vielfaches höhere Schuldenquote als jeder der 50 US-Bundesstaaten. Die Staatsverschuldung beträgt 2015 72 Mrd. US $. Ende Juni 2015 erklärte Gouverneur Padilla, dass Puerto Rico keine fälligen Kredite mehr bedienen könne. Eine am 1. August 2015 fällige Anleihe konnte die Insel nicht zurückzahlen. Puerto Rico ist somit so gut wie bankrott.
Nach Ankündigung durch Gouverneur Alejandro Garcia Padilla zahlte die staatliche Government Development Bank am 2. Mai 2016 eine 422 Mio. USD (370 Mio. Euro) große fällige Rate von 70 Mrd. USD Gesamtschulden nicht zurück. Am 1. Juli 2016 wäre die nächste Rate von 1,9 Mrd. USD fällig gewesen.
Am 3. Mai 2017 beantragte Puerto Rico gerichtlichen Gläubigerschutz, bei einem Gesamtschuldenstand von 123 Mrd. USD aus ausstehenden Krediten und Pensionsverpflichtungen. Kurz zuvor hatte US-Präsident Trump noch per Twitter einen Schuldenschnitt abgelehnt.

### Verkehr
Der Seehafen in San Juan zählt zu den größten Lateinamerikas.
Die zwei größten Internationalen Flughäfen sind der Flughafen San Juan und der Rafael Hernández Airport in Aguadilla. Im letzteren betreibt die Lufthansa Technik AG einen Überholungs- und Wartungsstandort.

### Bildung und Wissenschaft
Schulen
Alle öffentlichen und privaten Elementar- und Sekundarschulen in Puerto Rico werden vom Erziehungsministerium überwacht. Das Puerto Rico Education Council kontrolliert die akademischen Standards und entscheidet über die Zulassung ausländischer Bildungsanbieter. Schulpflicht besteht zwischen dem 5. und dem 18. Lebensjahr.
Hochschulen
Größte Hochschule des Landes ist die öffentliche Universität von Puerto Rico mit mehr als 10 Standorten im ganzen Land. Insgesamt gibt es etwa 250.000 Studenten.
Forschung
Bei Arecibo befand sich in einer Talmulde das drittgrößte Radioteleskop der Welt, das Arecibo-Observatorium, welches aufgrund von Baumängeln 2020 stillgelegt wurde und abgerissen werden sollte. Am 1. Dezember 2020 stürzte das Teleskop unkontrolliert ein.
Geforscht wird unter anderem auch im Bereich der Biotechnologie.

## Kultur

### Sport
Die führende Sportart in Puerto Rico ist Baseball. Der Freistaat verfügt über eine eigene Baseball-Liga mit fünf Vereinen, die Liga de Béisbol Profesional de Puerto Rico. Das größte Baseballstadion ist das Estadio Hiram Bithorn in San Juan-Santurce, welches Platz für rund 18.000 Personen bietet.
Puerto Rico hat bislang zehn olympische Medaillen errungen. Jeweils eine Goldmedaille ging an Mónica Puig (Tennis-Einzel) in Rio de Janeiro 2016 und Jasmine Camacho-Quinn (100 m Hürden) in Tokio 2021, die Silber- und Bronzemedaillen wurden zumeist in der Sportart Boxen (siehe auch Liste der olympischen Medaillengewinner aus Puerto Rico) vergeben.
Special Olympics Puerto Rico nahm mehrmals an Special Olympics Weltspielen teil.
Weitere populäre Sportarten sind Basketball in der Baloncesto Superior Nacional und Volleyball.
Im Jahr 2004 gelang es der puerto-ricanischen Basketballnationalmannschaft um NBA-Star Carlos Arroyo bei den Olympischen Spielen in Athen sensationell das Team der Vereinigten Staaten in der Vorrunde zu bezwingen (92:73). Letztlich scheiterte sie jedoch im Viertelfinale an der Mannschaft von Italien, dem späteren Silbermedaillengewinner.
Eine weitere Sportart ist das Wellenreiten. 2010 fand die Ripcurl Pro Search statt, ein Profi-Tourenstopp der World Championship Tour (WCT), an der die besten Profis der Welt teilnehmen. Hier entschied sich Kelly Slaters 10. Weltmeisterschaftstitel im Viertelfinale gegen den Brasilianer Adriano da Souza.

### Medien
Es gibt in Puerto Rico kein öffentlich-rechtliches Rundfunksystem, dafür eine Reihe kommerzieller Radio- und Fernsehsender. Eine Reihe von Zeitungen erscheinen in Englisch oder Spanisch.

## Persönlichkeiten

### Söhne und Töchter Puerto Ricos
- René Marqués (1919–1979), Dramatiker
- Julia de Burgos (1914–1953), Dichterin
- Rosario Ferré (1939–2016), Schriftstellerin
- Giannina Braschi (* 1953), Dichterin, Spanglishe Romanautorin
- Mónica Puig (* 1993), Olympiasiegerin 2016 im Tennis
- Roberto Sánchez Vilella (1913–1997), von 1965 bis 1969 Gouverneur von Puerto Rico
- Wanda Vázquez Garced (* 1960), von 2019 bis 2021 Gouverneurin von Puerto Rico
- Benicio del Toro (* 1967), Schauspieler
- Joaquin Phoenix (* 1974), Schauspieler

#### Musiker
Als Musiker puerto-ricanischer Herkunft haben sich weltweit einen Namen gemacht:
- Juan Tizol (1900–1984), Jazz-Musiker
- Rita Moreno (* 1931), Schauspielerin und Sängerin
- José Feliciano (* 1945), Sänger und Gitarrist
- Héctor Lavoe (1946–1993), Komponist und Sänger
- Roberto Sierra (* 1953), Komponist
- Gilberto Santa Rosa (* 1962), Salsa- und Boleromusiker
- Benicio del Toro (* 1967), Schauspieler
- George Morel (* 1967), DJ und Produzent
- Marc Anthony (* 1968), Komponist, Sänger und Schauspieler
- Jennifer Lopez (* 1969), Sängerin und Schauspielerin
- DJ Sneak (* 1970), House-DJ und Produzent
- Fat Joe (* 1970), Rapper
- Big Pun (1971–2000), Rapper
- Elvis Crespo (* 1971), Sänger und Merengue-Musiker
- Ricky Martin (* 1971), Popsänger und Schauspieler
- Ana María Martínez (* 1971), Opernsängerin
- Roselyn Sánchez (* 1973), Schauspielerin und Sängerin
- Daddy Yankee (* 1977), Reggaeton-Sänger und Rapper
- Calle 13 (beide * 1978), Rap-Duo
- Pedro Capó (* 1980), Sänger
- Lin-Manuel Miranda (* 1980), Schauspieler, Komponist, Songwriter und Rapper
- Nicky Jam (* 1981), Reggaeton-Sänger
- Lloyd Banks (* 1982), Rapper
- Nina Sky (beide * 1984), Reggaeton-Duo
- Farruko (* 1991), Reggaeton-Sänger
- Anuel AA (* 1992), Rapper und Sänger
- Ozuna (* 1992), Reggaeton-Sänger
- Bad Bunny (* 1994), Reggaeton-Sänger
- Zabdiel De Jesús (* 1997), Sänger, Mitglied von CNCO
- Pachanga
- El Gran Combo, Salsa-Orchester

Seit einigen Jahren machen aus Puerto Rico stammende Musiker eines neuen Musikstils namens Reggaetón nach anfänglichen Erfolgen im lateinamerikanischen Raum zunehmend auch weltweit auf sich aufmerksam. Bekannte Interpreten sind Daddy Yankee, Pedro Pietri, Tego Calderón, Don Omar, Ivy Queen, Julio Voltio, Wisin y Yandel, Héctor y Tito und Arcángel.
Das Musikvideo des Songs Despacito der beiden puerto-ricanischen Sänger Luis Fonsi und Daddy Yankee wurde 2017 das erste Video auf YouTube mit mehr als 3 Milliarden Klicks.

#### Miss Universe
Obgleich Puerto Rico politisch zu den Vereinigten Staaten gehört, hat es das Recht (ebenso wie es z. B. bei den Olympischen Spielen oder bei den Fußballweltmeisterschaften seine eigene Mannschaft stellen darf), seine eigene Miss Universe zu nominieren. So hat Puerto Rico zusätzlich zu den sieben Miss Universe des Mutterlandes fünf eigene Siegerinnen des Wettbewerbs hervorgebracht. Als Marisol Malaret 1970 den Titel der „Miss Universe“ das erste Mal errang, löste dies ein mehrtägiges Volksfest auf den Straßen der gesamten Insel aus. Es folgten: Deborah Carthy-Deu (1985), Dayanara Torres (1993), Denise Quiñones (2001) und Zuleyka Rivera (2006).

### Persönlichkeiten mit puerto-ricanischen Wurzeln
- Joseph Michael Acaba, NASA-Astronaut
- Sonia Sotomayor, Richterin am obersten Gerichtshof der Vereinigten Staaten von Amerika
- Alexandria Ocasio-Cortez, Politikerin
- Felix Magath, ehemaliger Fußballer und Trainer
- Will Ramos, Sänger der Band Lorna Shore